# Мононгахила (озеро)

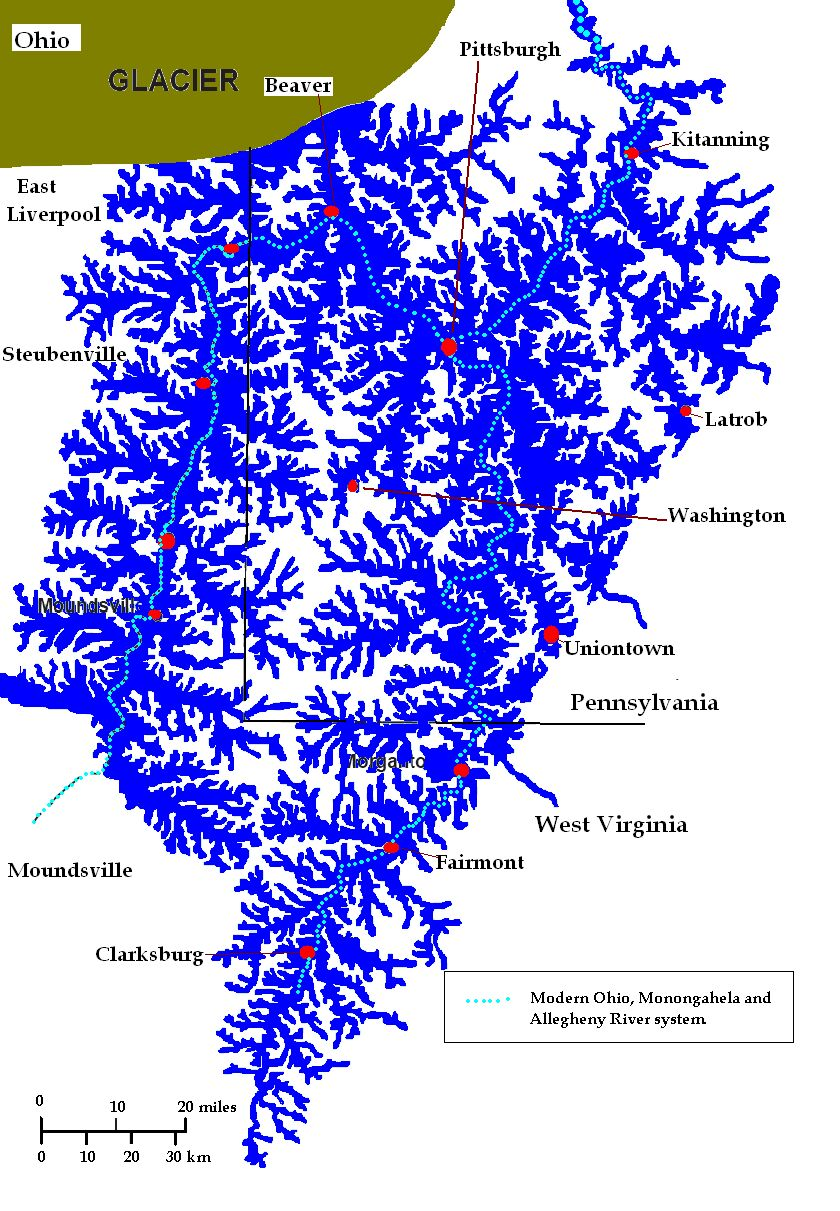
Местонахождение бывшего озера

Мононгахила (англ. Lake Monongahela) — бывшее пресноводное приледниковое озеро, располагавшееся на территории современных штатов Западная Виргиния, Огайо и западной части Пенсильвании. Озеро сформировалось в течение пре-иллинойскую ледниковую эпоху, когда при наступлении ледника с севера был перекрыт сток речных долин на данной территории. Уровень образовавшегося при этом озера поднимался до тех пор, пока его воды не смогли преодолеть водораздел в районе современного города Нью-Мартинсвилл, Западная Виргиния. Заполнение озера Мононгахила дало начало формированию современной речной долины Огайо. Своё название озеро впервые получило в работе И. К. Уайта, первого директора Геологической службы Западной Виргинии.

## Геологическая история

### Доледниковая эпоха
Река Мононгахила до наступления ледника текла на север с территории округа Льюис в направлении современного Питтсбурга, где сливалась с  Нижней Аллегейни и продолжала течь на запад к реке Огайо до боро Бивер. В Бивере Мононгахила сливалась с предшественником верховий Огайо и продолжала течение на северо-запад вверх по современной долине реки Бивер. Пересекая водораздел озера Эри, эта река впадала в древнюю реку Святого Лаврентия на территории современной Канады, эта река впадала в древнюю реку Святого Лаврентия на территории современной Канады. Верхняя Аллегейни брала своё начало в округе Маккин, к югу от Брэдфорда, и текла на север в Нью-Йорк. Возможно, по ручью Конаванго в бассейне озера Эри осуществлялся сток в древнюю реку Святого Лаврентия. Нижняя Аллегейни брала своё начало в современной долине реки Кларион на территории округов Элк, Форест и Джефферсон и текла на юг, где сливалась с Мононгахилой в районе Питтсбурга. Древняя река Огайон была притоком Мононгахилы и сливалась с ней на территории округа Бивер. Таким образом, бассейн доледниковой Мононгахилы охватывал три четверти современных бассейнов Огайо, Мононгахилы и Аллегейни.

### Формирование озера
Приблизительно за 900 000 лет до настоящего времени Лаврентийский ледниковый щит достиг южным краем западной Пенсильвании, блокировав существовавший ранее сток, осуществлявшийся на север в долину древней реки Святого Лаврентия. Лёд перекрыл долины рек, образуя значительные по размерам озёра и вынуждая водные потоки формировать новую речную систему, которая сохранилась и в наши дни. В верховьях Огайо, долинах Мононгахилы и Аллегейни образовалось приледниковое озеро Мононгахила. Своё название озеро получило по одноимённой реке, которая также известна как река Питтсбург и протекавшая на север из Западной Виргинии через Питтсбург в бассейн озера Эри, откуда через реку Святого Лаврентия осуществлялся сток в Мировой океан. Когда массы льда перекрыли сток в районе Питтсбурга, сформировалось озеро. Его размеры изменялись по мере движения ледника и изменения объёма воды. Максимальные отметки достигали 340 метров над уровнем моря. В конце-концов озёрные воды размыли низкий водораздел в районе современного города Нью-Мартинсвилл, Западная Виргиния, сформировав сток в юго-западном направлении через древнюю реку Тейс. В результате образования озера Мононгахила произошло формирование современной речной сети верховий Огайо.

### Осадконакопление
При образовании озера вода затопила существовавший на тот период времени рельеф не разрушая его при этом. Фактически она просто накрывала собой те формы рельефа, которые существовали до её прихода: водоразделы, отдельные холмы, долины рек с их террасами и руслами. В процессе осадконакопления в пределах озера происходило активное накопление озёрных отложений, которые плащом ложились на затопленный рельеф. Таким образом, отложения находимые на разных гипсометрических уровнях (например, на водоразделах и в днищах долин) оказывались одновозрастными. В 1997 году исследователь Марин на данной территории обнаружил пять террас и сделал выводы, что перекрывающие их отложений сформировались в результате двух эпизодов возникновение озера в результате подпруживания ледником стока рек. Отложения четвёртой и пятой террас он отнёс к пре-иллинойскому оледенению, а второй и третьей к иллинойскому. Отложения первой пойменной террасы были определены как висконсинские флювиогляциальные и аллювиальные голоценовые отложения, заполняющие размытые до коренных пород к концу иллинойского времени речных долинах.

### Исчезновение озера
В результате образования озера, его воды начали движение по передней части ледника и постепенно формировали долину реки Огайо. В конце-концов они размыли низкий водораздел в районе Нью-Мартинсвилла, Западная Виргиния и озеро Мононгахила прекратило своё существование. В результате сформировалась близкая к современной речная сеть, в которой три вышеописанные реки Аллегейни объединились в одну, которая теперь сливается с рекой Мононгахила в районе Питтсбурга. Река Огайо сменила Моногахилу в качестве главной реки.

## Геология озера
Возраст озера определяется по непосредственно озёрным отложениям, а также по отложениям его террас. Изучение осадочных пород показало, что происходило изменение магнитной полярности во время существования озера. Возраст самых древних пород определён в интервале между 730 000 и 900 000 лет. Отложения террас отображают более поздние следы размыва. Палинологические исследования показали, что в древнейших отложениях преобладает пыльца сосен и елей, что наглядно демонстрирует влияние ледника на климат территории. Более молодые отложения содержат пыльцу тсуг и лиственных деревьев, что отражает изменение климата в сторону более тёплого умеренного при отступлении ледника на север.
Исследователи озера Мононгахила Уайт (1896) и Марин (1997) описали пять террас, которые прослеживаются в долинах рек Огайо, Мононгахила и Аллегейни и их основных притоков в Пенсильвании и Западной Виргинии. Эти относительно плоские формы рельефа сложены почвами, которые перекрывают глинистые и песчано-гравийные отложения, генезис которых определён как озёрный. Кэмпбелл (1902), выделил формацию Кармайклс, которая представляет собой озёрные отложения, обнаженные в Кармайклсе в округе Грин, Пенсильвания. Эти отложения встречаются на всей территории юго-западной Пенсильвании и северной части Западной Виргинии. Они обычно представлены красновато-оранжевыми или коричневыми глинами и песками. В этих отложениях встречаются включения булыжников и валунов из местных коренных пород (Донахью и Киршнер, 1998). Глины характеризуются высоким качеством и были источником сырья для гончарной промышленности в районе Питтсбурга. Формация Кармайклс распространена на верхних двух уровнях террас во всех речных долинах территории, на нижних террасах в долине Мононгахилы и в долинах восточных притоков реки Аллегейни. Другие флювиогляциальные отложения террас Аллегейни, Огайо и Бивера не имеют собственных названий. Эти отложения, как правило, представляют собой глубоко выветренный гравий красного цвета, состоящий из мелких округлых камешков, обычно диаметром менее 1 дюйма (2,5 см). До 10% гальки составляют граниты и другие кристаллические породы. Часть пород сцементирована и представляет собой песчаники и конгломераты.